# 鈴木ロイ
鈴木 ロイ（すずき ろい、1996年4月15日 - ）は、東京都世田谷区出身のプロアイスホッケー選手。ポジションはフォワード。アジアリーグアイスホッケーの横浜GRITSに所属。

## 経歴
早稲田大学時代の2019年にユニバーシアードの日本代表に選出されている。

### フリーブレイズ時代
2019年6月6日にアジアリーグアイスホッケーの東北フリーブレイズに入団。
2021年5月21日に自主退団。

### GRITS時代
2021年7月1日に同じアジアリーグアイスホッケーの横浜GRITSに入団。
2021-2022シーズンオフの2022年6月1日にGRITSと契約を継続した。7月13日に副キャプテンに就任した。
2022-2023シーズンオフの2023年6月14日にGRITSと契約を継続した。
2023-2024シーズンオフの2024年8月23日にGRITSと契約を継続した。

## 人物
ロシアの血を引いている。
2023年6月25日に公認会計士短答式試験に合格した。

## 詳細情報

### 代表歴
- 2019年ユニバーシアードアイスホッケー日本代表